# Temple Guangji de Pékin
Pour les articles homonymes, voir Temple Guangji.
Le temple Guangji (chinois : 广济寺 ; chinois traditionnel : 廣濟寺 ; pinyin : guǎngjì sì) est un temple bouddhiste, situé dans le centre urbain de la municipalité de Pékin, en Chine.